# Starowola (Wołomin)
Pour les articles homonymes, voir Starowola.

Starowola ([starɔˈvɔla]) est un village polonais de la gmina de Jadów dans la powiat de Wołomin de la voïvodie de Mazovie dans le centre-est de la Pologne.
Il se situe à environ 6 kilomètres au nord-est de Jadów (siège de la gmina), 36 kilomètres au nord-est de Wołomin (siège de la powiat) et à 58 kilomètres au nord-est de Varsovie (capitale de la Pologne).
Le village possède une population de 299 habitants en 2010.

## Histoire
De 1975 à 1998, le village appartenait administrativement à la voïvodie de Siedlce.

## Référence
1. ↑  (pl) « Demografia », sur az.pl (consulté le 10 mai 2021).